# Jelovac (gmina Despotovac)
Jelovac (cyr. Јеловац) – wieś w Serbii, w okręgu pomorawskim, w gminie Despotovac. W 2011 roku liczyła 278 mieszkańców.